# IC 2105
IC 2105 је емисиона маглина у сазвјежђу Златна риба која се налази на листи објеката дубоког неба у Индекс каталогу.
Деклинација објекта је - 69° 12' 3" а ректасцензија 4h 49m 26,7s. IC 2105 је још познат и под ознакама ESO 56-EN7, , not N 1698.